# 걸프스트림 G650

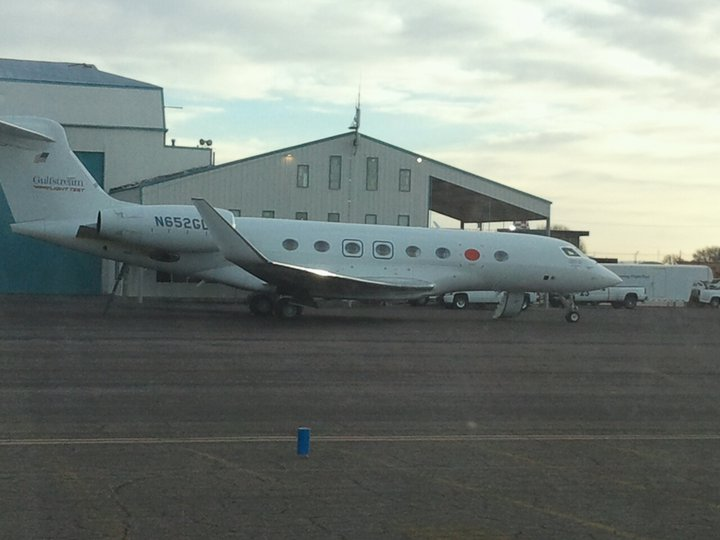
걸프스트림 G650

걸프스트림 G650(Gulfstream G650)은 미국의 걸프스트림 항공우주에서 개발해 2009년 11월 25일 첫 비행을 시작으로 상용 중인 비즈니스 제트기이다. 엔진은 롤스로이스 홀딩스의 유닛만 이용한다.

## 제원[1]
- 폭: 30.36m
- 길이: 30.41m
- 높이: 7.72m
- 엔진: 터보팬 2기
- 최대 이륙중량: 45,178kg
- 고속 순항 속도: 956km/h
- 장거리 순항 속도: 904km/h
- 최대 속도: 마하 0.925(1,133km/h)
- 최대 항속거리: 12,964km
- 최대 좌석수: 19

## 같이 보기
- 걸프스트림 V